# Schlehen-Zweigrüssler
Der Schlehen-Zweigrüssler (Magdalis ruficornis) ist ein Käfer aus der Familie der Rüsselkäfer (Curculionidae) und der Unterfamilie Mesoptiliinae. Die Gattung Magdalis ist in Europa mit acht Untergattungen und mit 25 Arten vertreten. Der Schlehen-Zweigrüssler gehört zur Untergattung Edo.
| | |
| Abb. 1: Verschiedene Ansichten                                                                         | |
| | |
| Abb. 2: Kopf seitlich etwas von unten grüne Pfeilspitze auf Auge blaue Pfeilspitze auf die Rüsselrinne | Abb. 3: Hinterbrust, Aufsicht von seitlich schräg, teilweise getönt, rot: Vorderhüfte grün: Mittelhüfte, blau: Hin- terhüfte, gelb: Beule |
| | |
| Abb. 4: Schildchen, hälftig grün getönt (Halsschild oben)                                              | Abb. 5: rechter Höcker von links betrachtet (Kopf links)                                                                                  |

## Merkmale
Die Käfer sind 2,2 - 3,8 mm lang. Die Käfer besitzen eine schwarze matte Grundfarbe. Die Flügeldecken sind fettglänzend.
Der Rüssel ist kürzer als der Halsschild, kaum gekrümmt und im Querschnitt rund bis kantig. Die Fühler sind in der Mitte des Rüssels seitlich eingelenkt. Von der Einlenkungsstelle führt eine Fühlerrinne (blaue Pfeilspitze in Abb. 2) auf den unteren Augenrand zu, in die der Fühlerschaft eingelegt werden kann. Die ersten beiden Fühlerglieder sind gelbrot gefärbt, die restliche Geisel und die Keule sind dunkler (Abb. 2). Die Augen (grüne Pfeilspitze in Abb. 2) sind beim Männchen ungewöhnlich groß.
Der Halsschild weist hinter der Mitte auf den Seiten einen nach hinten gerichteten, fein gezähnten Höcker auf (Abb. 6, auch in Frontalansicht erkennbar).
Das Schildchen liegt mit den Flügeldecken in einer Ebene und füllt die Aussparung zwischen den Flügeldecken aus (Abb. 5).
Die Vorderschenkel tragen keinen Zahn. Die Hinterbrust (Metasternum) ist nahe dem Hinterrand beidseidig beulenartig aufgetrieben (gelb in Abb. 4).

## Bemerkungen zum Namen
Der Schlehen-Zweigrüssler wurde bereits 1758 in der berühmten 10. Auflage von Linnés Systema Naturae beschrieben und führt dort den Namen Curculio ruficornis. Die Beschreibung enthält den Satzteil antennis rubris (lat. „mit roten Fühlern“). Dies erklärt den Artnamen ruficornis von lat. „rufus“ für „rot“ und  „cornis“ für „Fühler“. Die Gattung Magdalis wurde 1817 von Germar aufgestellt. Der Gattungsname Magdalis leitet sich von dem lateinischen Namen „magdalia“ für eine länglichrunde, walzige Figur ab.

## Verbreitung
Die Käferart ist in der Paläarktis verbreitet. In Europa ist sie weit verbreitet. In Mitteleuropa ist sie häufig.

## Lebensweise
Die Larven entwickeln sich in Zweigen von Obstbäumen und Sträuchern aus der Familie der Rosengewächse (Rosaceae), darunter Pflaume, Schlehdorn und Vogelbeere. Die Puppenwiegen reichen oft tief ins Holz.
Die adulten Käfer erscheinen ab Mitte April.